# Fièvre hémorragique avec syndrome rénal
Orthohantavirus
Genre
Taxons de rang inférieur
- Virus des Andes (ANDV)
- Bayou virus (BAYV)
- Virus du Canal Black Creek (BCCV)
- Virus de Caño Delgadito (CADV)
- Virus de Dobrava-Belgrade (DOBV)
- Virus du Canyon El Moro (ELMCV)
- Virus de la rivière Hantan (HTNV)
- Virus de Isla Vista (ISLAV)
- Virus de Khabarovsk (KHAV)
- Virus de Laguna Negra (LANV)
- Virus de Muleshoe (MULV)
- Virus de New York (NYV)
- Virus de Prospect (PHV)
- Virus de Puumala (PUUV)
- Virus du Rio Mamore (RIOMV)
- Virus du Rio Segundo (RIOSV)
- Virus de Séoul (SEOV)
- Virus sin nombre (SNV)
- Virus de Thaïlande (THAIV)
- Virus de Thottapalayam (TPMV)
- Virus de Topografov (TOPV)
- Virus de Tula (TULV)

Le terme fièvre hémorragique avec syndrome rénal (FHSR) regroupe un ensemble de maladies cliniquement similaires provoquées par des Orthohantavirus de la famille des Hantaviridae. Ces pathologies sont également connues sous le nom de fièvre hémorragique coréenne, fièvre hémorragique épidémique ou néphropathie épidémique. Les espèces responsables du FHSR comprennent les virus de l'Hantaan River, de Dobrava-Belgrade, de Saaremaa, de Séoul et de Puumala. Il se retrouve en Europe, en Asie et en Afrique. Parmi ces espèces, le virus de Hantaan et le virus de Dobrava sont ceux qui sont responsables de la forme la plus sévère du syndrome et ont les taux de morbidité les plus élevés.
La fièvre hémorragique avec syndrome rénal (FHSR) ainsi que le syndrome pulmonaire à hantavirus (SPH) semble être liés à des phénomènes immunopathologiques, et les médiateurs inflammatoires jouent un rôle important dans l'apparition des manifestations cliniques.

## Épidémiologie
La FHSR est principalement une maladie du continent Eurasiatique, alors que le HPS semble être confiné aux Amériques. Cette répartition géographique est directement liée aux rongeurs hôtes indigènes et aux virus qui ont coévolué avec eux.

## Transmission
La transmission par aérosol des excréments de rongeurs reste le seul moyen connu de transmission du virus à l'humain. En général, les gouttelettes ou le transfert par un vecteur passif n'ont pas été démontrés pour les Orthohantavirus ni dans la forme pulmonaire ni dans la forme hémorragique,.

## Signes et symptômes
Les symptômes de la FHSR se développent habituellement une à deux semaines après l'exposition à des matières infectieuses, mais dans de rares cas, ils peuvent mettre jusqu'à 8 semaines pour se développer. Les premiers symptômes commencent soudainement et associent des maux de tête intenses, des douleurs abdominales et dorsales, de la fièvre, des frissons, des nausées et une vision floue. Les patients peuvent présenter une rougeur du visage, une inflammation ou une rougeur des yeux, ou une éruption cutanée. Plus tard, les symptômes peuvent s'ajouter, une chute de la pression artérielle, un choc aigu, une extravasation vasculaire, et une insuffisance rénale aigüe, qui peut provoquer une surcharge hydrique sévère.
La gravité de la maladie varie en fonction du virus responsable de l'infection. Les Infections par les virus de Hantaan et de Dobrava provoquent généralement des symptômes graves, tandis que ceux de Séoul, de Saaremaa et de Puumala sont généralement responsables de manifestations plus modérées. La guérison complète peut prendre des semaines ou des mois.
L'évolution de la maladie peut être divisé en cinq phases :
- la phase fébrile : les symptômes comprennent une rougeur des joues et du nez, de la fièvre, des frissons, les sueurs, la diarrhée, une impression de malaise, des céphalées, des nausées, des douleurs abdominales, un  mal de dos, des problèmes respiratoires  tels que ceux qu'on rencontre couramment avec le virus de la grippe, ainsi que des problèmes gastrointestinaux ; ces symptômes durent habituellement trois à sept jours, et apparaissent deux à trois semaines après l'exposition ;
- la phase hypotensive : elle se produit lorsque le nombre de plaquettes dans le sang chute et les symptômes peuvent se manifester par une  tachycardie et une hypoxémie ; cette phase peut durer pendant 2 jours ;
- la phase oligurique : cette phase dure de trois à sept jours et se caractérise par l'apparition d'une insuffisance rénale et d'une protéinurie ;
- la phase diurétique : elle est caractérisée par diurèse de trois à six litres par jour, qui peut durer de quelques jours jusqu'à plusieurs semaines ;
- la phase de convalescence : c'est normalement lorsque la guérison survient et que les symptômes commencent à s'atténuer.

Ce syndrome peut aussi être fatal. Dans certains cas, il est connu pour provoquer une insuffisance rénale permanente.

## Diagnostic
Le FHSR est difficile à diagnostiquer sur le seul tableau clinique et les résultats des examens sérologiques sont souvent indispensables. Une multiplication par quatre du titre d'anticorps IgG dans un intervalle d'une semaine, et la présence d'anticorps de type IgM dirigés contre les Orthohantavirus sont bien la preuve d'une infection à hantavirus aigüe. Le FHSR doit être suspecté chez les patients présentant une maladie fébrile aigüe d'allure grippale, une insuffisance rénale d'origine inconnue et parfois une atteinte hépatique.

## Traitement
Il n'existe aucun remède ou vaccin pour la FHSR. Le traitement est surtout symptomatique, réanimation et éventuellement dialyse rénale. Le traitement par la ribavirine en Chine et en Corée, administré dans les 7 jours suivant l'apparition de la fièvre, a entraîné une diminution de la mortalité ainsi qu'un raccourcissement de la durée de la maladie.

## Prévention
La lutte contre les rongeurs dans la maison et dans son environnement reste la meilleure stratégie de prévention primaire, ainsi que l'élimination du contact avec les rongeurs en milieu de travail et en camping. Les hangars et les locaux de stockage fermés sont souvent des sites idéaux pour les infestations de rongeurs. Il est recommandé d'aérer ces espaces avant utilisation, d'éviter le contact direct avec les excréments de rongeurs et de porter un masque pour éviter l'inhalation des sécrétions de rongeurs diffusées en aérosol.
- (en) Cet article est partiellement ou en totalité issu de l’article de Wikipédia en anglais intitulé « Hantavirus hemorrhagic fever with renal syndrome » (voir la liste des auteurs).